# Dareen Tatour

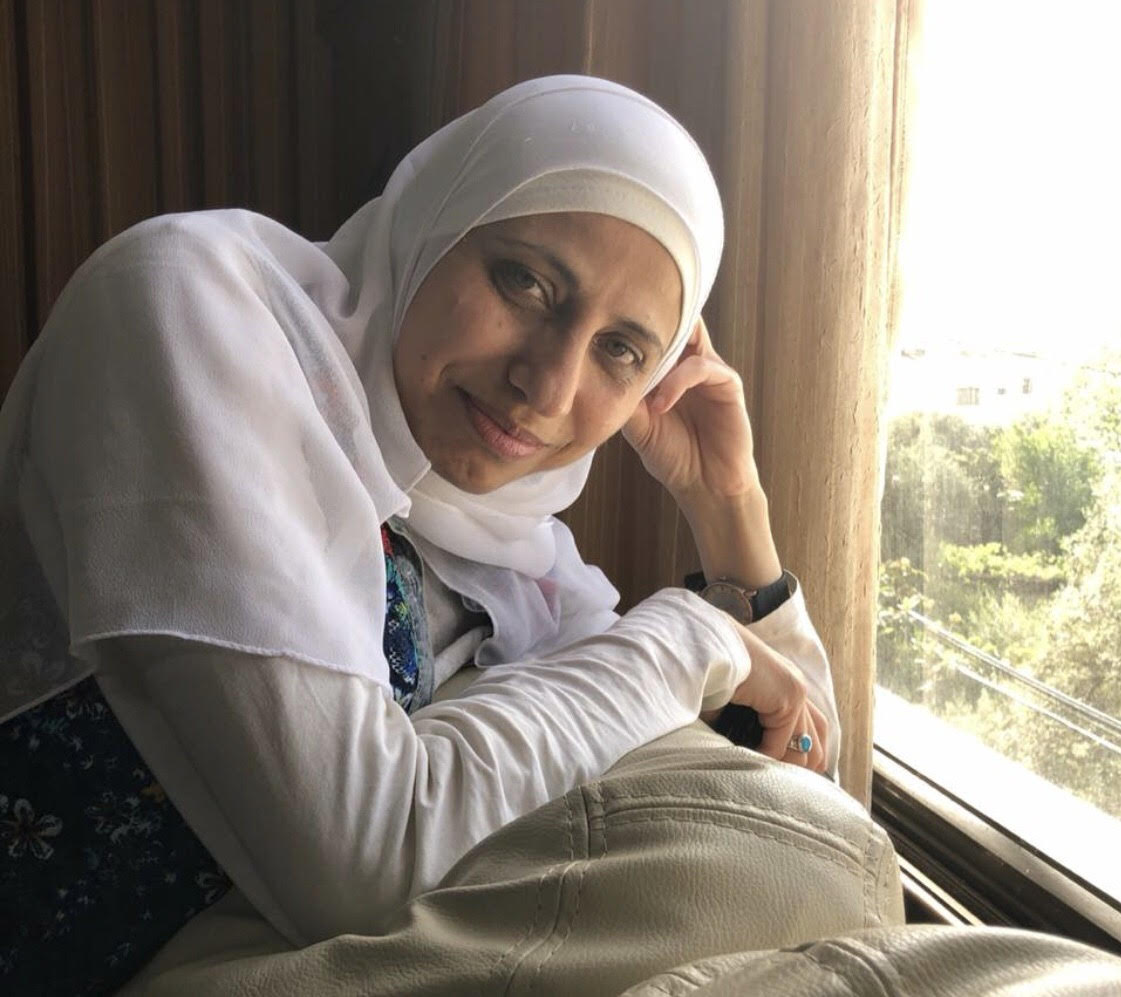
Dareen Tatour

Dareen Tatour (arabisch دارين طاطور, DMG Dārīn Ṭāṭūr; geboren am 16. April 1982 in Reineh, Israel) ist eine israelisch-palästinensische Dichterin, Fotografin und Social-Media-Aktivistin. Tatour schreibt auf Arabisch, ihrer Muttersprache. Im Jahr 2019 erhielt sie den Oxfam Novib/PEN Award for Freedom of Expression.

## Verhaftung und Verurteilung wegen Social-Media-Beiträgen
Tatour wurde 2018 von einem israelischen Gericht wegen „Anstiftung zur Gewalt“ und „Unterstützung einer terroristischen Organisation“ in Beiträgen in sozialen Medien, darunter ein Video mit einer Lesung ihres Gedichts, angeklagt, verurteilt und zu fünf Monaten Freiheitsstrafe verurteilt. Nach ihrer Berufung wurde die Verurteilung für den Beitrag mit dem Gedicht im folgenden Jahr aufgehoben, die Verurteilung für ihre anderen Beiträge jedoch aufrechterhalten.

### Verhaftung
Im Oktober 2015 veröffentlichte Tatour auf YouTube und Facebook ein Gedicht mit dem Titel „Qawem Ya Shaabi Qawemahum“ (قوم يا شعبي قومهم ‚Widersteh, oh mein Volk, widersteh ihnen‘), wo die Worte als Soundtrack zu Bildern von Palästinensern in gewalttätigen Auseinandersetzungen mit israelischen Truppen rezitiert wurden. Dies führte zu ihrer Verhaftung und Anklage wegen Anstiftung zur Gewalt und Unterstützung einer terroristischen Vereinigung. Der Rest der Anklageschrift bezog sich auf drei Facebook-Veröffentlichungen: die Fotografie von Israa Abed, einer Frau aus Nazareth, die auf dem Boden des zentralen Busbahnhofs in Afula liegt, nachdem sie von israelischen Soldaten und Wachleuten erschossen wurde; ein Profilbild mit dem arabischen Schriftzug „Ana al-Šahīd al-Ǧāy“ (أنا الشهيد الجاي ‚Ich bin der nächste Märtyrer‘), und ein Posting, das den Aufruf des Islamischen Dschihad zur Intifada im Westjordanland zitiert und zur Intifada für Al-Aqsa in Israel aufruft. Die Posts fielen mit der so genannten „Messer-Intifada“ zusammen, einer Welle täglicher palästinensischer Messerangriffe, die 2015 begonnen hatte, innerhalb weniger Monate Dutzende von Israelis tötete und weithin auf die Ermutigung durch soziale Medien zurückgeführt wurde. Die israelischen Ermittler erklärten: „Der Inhalt, seine Verbreitung und die Umstände seiner Veröffentlichung schufen eine reale Möglichkeit, dass Gewalttaten oder Terrorismus begangen werden.“

### Hausarrest
Ab Januar 2016 bis zum Gerichtsverfahren im Jahr 2018 wurde Tatour zunächst in Qirjat Ono und später im Haus ihrer Eltern unter Hausarrest gestellt und es wurde ihr ein Publikationsverbot auferlegt. Sie durfte weder das Internet noch Smartphones benutzen. Sie wurde schwer überwacht und musste ständig eine elektronische Fußfessel an ihrem Knöchel tragen. Nach mehr als anderthalb Jahren durfte sie endlich für einige Stunden am Tag das Heim verlassen, allerdings nur in Begleitung einer von acht vom Gericht zugelassenen Personen. „Das Schlimmste ist, dass ich mich nicht mehr selbst versorgen kann“, sagte sie in einem Interview mit dem +972 Magazine. Bis zu ihrer Verhaftung hatte Tatour fünf Jahre lang als Managerin in einem Schönheitssalon in Nazareth gearbeitet und war dort für das Marketing zuständig. „Ich habe versucht, von zu Hause aus zu arbeiten, aber das ist sehr schwierig, weil alles mit dem Internet zusammenhängt. Die Bedingung war von Anfang an, dass Internet oder Smartphones überall dort verboten waren, wo ich unter Hausarrest lebte.“ Auch Tatours Eltern und zwei Brüder, die im selben Haushalt lebten, durften keinen Computer mit Internet nutzen.

### Gerichtsverfahren, Verurteilung und Berufungsverfahren
Tatour bestritt zunächst, die Beiträge und das Gedicht verfasst zu haben. Nachdem sie jedoch ihren Anwalt gewechselt hatte, gab sie zu, dies getan zu haben, und behauptete stattdessen, das Gedicht sei falsch übersetzt worden.
Das Plädoyer der Anklage betonte ihr Leugnen, Zurückrudern und anschließendes Beschuldigen anderer. Es wurde geltend gemacht, dass eine Person, „die von der Gerechtigkeit ihres Weges und der Lauterkeit ihrer Absichten überzeugt ist, die ihr zugeschriebenen Veröffentlichungen konsequent zugibt und die Beweggründe offenlegt.“
Tatours Verteidigung argumentierte, dass sie vor Gericht gestellt werde, um „Palästinenser in Israel einzuschüchtern und zum Schweigen zu bringen“ und dass die „Kriminalisierung von Poesie … die kulturelle Vielfalt der gesamten Gesellschaft schmälert.“
Im Verlauf des Prozesses gegen Tatour legte die Staatsanwältin Alina Hardak eine Übersetzung des umstrittenen Gedichts vor, die von einem Polizeibeamten ohne fachliche Kenntnisse in Übersetzung oder Literatur angefertigt worden war. Die Verteidigung brachte daraufhin einen professionellen Übersetzer als Sachverständigen in den Zeugenstand, dessen Aussage jedoch von der Anklage als voreingenommen abgelehnt wurde. Zudem wurden Literaturwissenschaftler geladen, die betonten, dass hebräischsprachige Dichter selbst unter dem zaristischen Regime oder während der britischen Mandatszeit in Palästina für weitaus schärfere Ausdrucksformen nicht strafrechtlich verfolgt worden seien. Die Anklage versuchte darüber hinaus, Tatours Status als Dichterin grundsätzlich zu bestreiten. In den Verhandlungen stützt sich die Staatsanwaltschaft auf eine einseitige Auslegung des arabischen Begriffs shahid (deutsch Märtyrer), den sie durchgehend mit „Terrorist“ gleichsetzte. Palästinensische Terroristen, die bei ihren Gewalttaten zu Tode kommen, gelten in Terrozirkeln und Teilen der palästinensischen Gesellschaft als Märtyrer. Eine wörtliche oder kontextualisierte Übersetzung des Begriffs wurde weitgehend vermieden.
Tatour wurde am 3. Mai 2018 schuldig gesprochen und am 31. Juli 2018 zu fünf Monaten Haft verurteilt. Dareen sagte, sie habe einen kafkaesken Prozess durchgestanden, auf den die unvermeidliche Inhaftierung gefolgt sei. Sie wurde im Mai 2018 zu fünf Monaten Gefängnis verurteilt. Eine internationale Kampagne für ihre Freilassung – unterstützt durch einen Brief von neun Pulitzer-Preisträgern – war schließlich erfolgreich und sie wurde Ende 2018 aus dem Gefängnis entlassen.
Im Mai 2019 hob das Bezirksgericht in Nazareth ihre Verurteilung wegen des Gedichts auf, nicht jedoch die Verurteilungen wegen anderer Beiträge in sozialen Medien. Das Gericht entschied, dass das Gedicht keine „eindeutigen Äußerungen enthält, die als direkte Aufforderung zu Handlungen gewertet werden könnten“ Es wurde zudem vom Gericht hervorgehoben, dass Tatour als Dichterin bekannt sei und dass „der Meinungsfreiheit besonderes Gewicht zukommt, wenn sie auch die Freiheit künstlerischen und kreativen Ausdrucks umfasst“.

### Internationale Reaktionen
Tatours Gedicht wurde vor ihrem Prozess mehr als 200.000 Mal aufgerufen. Der Prozess gegen Tatour erregte internationales Aufsehen. Laut der BBC sei der Fall zu einer cause célèbre für Befürworter der Meinungsfreiheit geworden. Tatours Verurteilung habe die Aufmerksamkeit auf den Anstieg israelischer Verhaftungen von israelischen Arabern und Palästinensern im besetzten Westjordanland gelenkt, denen Anstiftung oder Planung von Anschlägen im Internet vorgeworfen werde. Das PEN American Center verurteilte 2016 die Verhaftung und Verurteilung von Tatour und organisierte Briefkampagnen. Nach ihrer Verurteilung erklärte das PEN American Center, dass die Verurteilung „auf einer mutwilligen Falschdarstellung ihrer Arbeit beruht und ein inakzeptabler Angriff auf die Meinungsfreiheit in Israel ist“. Ihre Verhaftung wurde auch von der Organisation Jewish Voice for Peace verurteilt.

## Aufenthalt in Schweden und Rückkehr nach Westjordanland
Nach der Entlassung aus dem Gefängnis war Tatour zwei Jahre lang ICORN writer in residence in Östersund in Schweden, bevor sie ins Westjordanland zurückkehrte. In einem Interview mit PEN AMERICA sagte sie, dass sie in Schweden zunächst über die Ortsveränderung habe schreiben können, „aber dann wurde der Ort, Schweden, zu etwas, in dem ich keine Details, keine Identität und keine Geschichte mehr sah, also hörte ich während der zwei Jahre auf zu schreiben, und als ich nach Palästina zurückkehrte, kam das Gefühl wieder zurück.“ In Palästina werde es als Widerstand angesehen, wenn man gegen die Besetzung anschreibe, und deshalb würden Dichter und Autoren von den Besatzern inhaftiert oder gar getötet, wie es anderen Autoren widerfahren sei.

## Werke
- My Threatening Poem – The Memoir of a Poet in Occupation Prisons. Drunk Muse Press, Juli 2023. ISBN 978-1-8384085-0-3
- I Sing From the Window of Exile. Drunk Muse Press, März 2023. ISBN 978-1838408596
- A Balcony Over a City Engulfed by War. Drunk Muse Press, 2023[32]
- The Last Invasion, Nazareth: El Wattan Books, 2010[33]
- Resist, my people, resist them.[34]

## Gedichte in englischer Übersetzung
- „Detaining a Poem“, “Beware” und “Story of a Child”, Übersetzung durch Andrew Leber.  Brooklyn Rail, März 2018.
- “A Poet’s Hallucinations”, Übersetzung durch Jonathan Wright. ArabLit, September 2017.
- “Resist, My People, Resist Them”, translated by Tariq al-Haydar. ArabLit,  April 2016.

## Weitere Werke
- „Survivors Recount“, ein Dokumentarfilm über das entwurzelte Dorf Al-Damun in Galiläa, 2015, ausgestrahlt in Tamra, in Galiläa.
- „Tell Me About My Homeland“, 2012, eine Ausstellung mit Fotografien und Gedichten, gezeigt in Nazareth, Haifa, Tamra, Rennes, Shefa-'Amr, Amman (Jordanien) und im palästinensischen Flüchtlingslager Al-Yarmouk in Syrien. Die Ausstellung sollte 2015 auch in Gaza eröffnet werden, wurde jedoch nach der Verhaftung von Tatour im Oktober 2015 abgebrochen.
- „I, Dareen Tatour“, 2018, Theaterstück in Zusammenarbeit mit der Theaterkünstlerin Einat Weitzman, unter der Regie von Nitzan Cohen und gespielt von Weitzman. Dieses Stück wurde ab Oktober 2018 im Tamu-na-Theater in Tel Aviv vor ausverkauftem Haus aufgeführt und auch im Ausland gezeigt.[35][36]
- „Min Hotfulla Dikt“ („Mein bedrohliches Gedicht“), 2022, Theaterstück in Zusammenarbeit mit der schwedischen Autorin und Journalistin Malin Nord[37][38]

## Auszeichnungen
- Shortlist des Palestine Book Award 2023[39]
- Freedom of Expression Award  2020
- Oxfam Novib/PEN Award for Freedom of Expression 2019
- Carl Scharenberg Preis 2017[40]